# Swedenborgit
Swedenborgit – bardzo rzadki minerał klasy tlenków.
Nazwa upamiętnia Emanuela Swedenborga – szwedzkiego naukowca, filozofa i teologa.

## Właściwości
Krystalizuje w układzie heksagonalnym. Wykształca kryształy o pokroju pryzmatycznym. Jest minerałem przezroczystym, charakteryzującym się szklistym połyskiem oraz białą rysą.

## Występowanie
Występuje w skarnach w zmetamorfizowanych złożach rud żelaza i manganu. Towarzyszą mu bromelit, kalcyt, biotyt, hematyt oraz richteryt. Jest minerałem wyjątkowo rzadkim, jedynym jego miejscem występowania jest Szwecja – prowincja Värmland.